# Retreat
Retreat – miasto w Stanach Zjednoczonych, w stanie Teksas, w hrabstwie Navarro.